# Кошлатенко Олександр Васильович
Олександр Васильович Кошлатенко (1 лютого 1951 ) — радянський футболіст, півзахисник, нападник.

## Біографія
З 1971 року грав за дубль дніпропетровського «Дніпра», з командою вийшов до вищої ліги. У вересні — листопаді 1972 року провів в чемпіонаті вісім матчів, забив один гол — переможний у ворота «Динамо» Мінськ. Журналом «Зміна» був включений в команду найкращих дебютантів сезону. Наступні півтора року грав тільки за дубль і в 1974 році перейшов в команду другої ліги «Кривбас» (Кривий Ріг), де дограв сезон.
Надалі продовжував виступати у другій лізі — 1975 року там зіграв один матч за «Локомотив» (Вінниця), 1976 рік відіграв у «Енергії» (Братськ), а сезон 1977 почав в харківському «Металісті», потім перейшов в «Амудар'ю» (Нукус), а завершив кар'єру у 1979 році у складі «Океану» (Керч).